# Trans-en-Provence
Trans-en-Provence este o comună în departamentul Var din sud-estul Franței. În 2009 avea o populație de 5.515 de locuitori.

## Evoluția populației
| An        | 1975  | 1982  | 1990  | 1999  | 2006  | 2009  |
| --------- | ----- | ----- | ----- | ----- | ----- | ----- |
| Populație | 2.339 | 3.156 | 4.003 | 4.780 | 5.312 | 5.515 |